# Вільям Ранус
Вільям Ранус (англ. William V. Ranous; 12 березня 1857, Нью-Йорк, США — 1 квітня 1915, Санта-Моніка, США) — американський актор та режисер німого кіно.

## Біографія та кар'єра
Вільям В. Ранус народився 12 березня 1857 року у Нью-Йорку, США. У 1907 році приєднався до роботи в компанії Vitagraph де спочатку грав головні ролі в численних екранізаціях творів Шекспіра та інших класичних авторів, а згодом працював і як режисер.
Першою режисерською роботою Рануса стала драма «Шпигун», заснована на подіях Громадянської війни в США. Неодноразово виступав співрежисером фільмів, поставлених Джеймсом Стюартом Блектон та Морісом Костелло.
У 1908 році виступив як продюсер екранізації трагедії Шекспіра «Юлій Цезар», для якої сам написав сценарій. Востаннє як режисер виступив у 1913 році. Продовжував акторську кар'єру, граючи переважно невелику ролі. Загалом з 1907 по 1915 роки знявся у 54 фільмах та як режисер поставив 28 кінострічок.
Помер у Санта-Моніці, Каліфорнія, 1 квітня 1915 року на зйомках фільму «Маленький партнер».

## Фільмографія (вибіркова)
Актор
- 1908 : Отелло / Othello — Отелло
- 1908 : Макбет / Macbeth — Макбет
- 1908 : Ромео і Джульєтта / Romeo and Juliet — Лоренцо
- 1908 : Річард III / Richard III — Річард III
- 1908 : Антоній s Клеопатра / Antony and Cleopatra — Октавіан Август
- 1908 : Вона / She
- 1908 : Юлій Цезар / Julius Caesar — Кассіус
- 1908 : Венеційський купець / The Merchant of Venice — Шейлок
- 1909 : Саул і Давид / Saul and David — цар Саул
- 1909 : Король Лір / King Lear — король Лір
- 1909 : Гайявата / Hiawatha
- 1909 : Хитрощі любові / Love's Stratagem — батько
- 1909 : Знедолені / Les Misérables — Жавер
- 1909 : Сон літньої ночі / A Midsummer Night's Dream — Боттом
- 1911 : Ярмарок марнославства / Vanity Fair — лорд Стейн
- 1912 : Змії / The Serpents — ідіот
- 1912 : Жовтий птах / Yellow Bird — The Indian Chief
- 1913 : Приборкання Бетті / The Taming of Betty — Дісброу, батько Чарльза

Режисер
- 1908 : Отелло / Othello
- 1908 : Річард III / Richard III
- 1908 : Юлій Цезар / Julius Caesar
- 1909 : Король Лір / King Lear
- 1909 : Гайявата / Hiawatha
- 1912 : Жовтий птах / Yellow Bird
- 1912 : В останню хвилину / At the Eleventh Hour
- 1912 : Серде Есмеральди / The Heart of Esmeralda
- 1913 : Алекс; або Випробування дружби / Alixe; or, The Test of Friendship
- 1913 : Острів скарбів / Treasure Island